# Liêu sử
| Nhị thập tứ sử | Nhị thập tứ sử | Nhị thập tứ sử              | Nhị thập tứ sử |
| -------------- | -------------- | --------------------------- | -------------- |
| STT            | Tên sách       | Tác giả                     | Số quyển       |
| 1              | Sử ký          | Tư Mã Thiên                 | 130            |
| 2              | Hán thư        | Ban Cố                      | 100            |
| 3              | Hậu Hán thư    | Phạm Diệp                   | 120            |
| 4              | Tam quốc chí   | Trần Thọ                    | 65             |
| 5              | Tấn thư        | Phòng Huyền Linh (chủ biên) | 130            |
| 6              | Tống thư       | Thẩm Ước                    | 100            |
| 7              | Nam Tề thư     | Tiêu Tử Hiển                | 59             |
| 8              | Lương thư      | Diêu Tư Liêm                | 56             |
| 9              | Trần thư       | Diêu Tư Liêm                | 36             |
| 10             | Ngụy thư       | Ngụy Thâu                   | 114            |
| 11             | Bắc Tề thư     | Lý Bách Dược                | 50             |
| 12             | Chu thư        | Lệnh Hồ Đức Phân (chủ biên) | 50             |
| 13             | Tùy thư        | Ngụy Trưng (chủ biên)       | 85             |
| 14             | Nam sử         | Lý Diên Thọ                 | 80             |
| 15             | Bắc sử         | Lý Diên Thọ                 | 100            |
| 16             | Cựu Đường thư  | Lưu Hú (chủ biên)           | 200            |
| 17             | Tân Đường thư  | Âu Dương Tu, Tống Kỳ        | 225            |
| 18             | Cựu Ngũ Đại sử | Tiết Cư Chính (chủ biên)    | 150            |
| 19             | Tân Ngũ Đại sử | Âu Dương Tu (chủ biên)      | 74             |
| 20             | Tống sử        | Thoát Thoát (chủ biên)      | 496            |
| 21             | Liêu sử        | Thoát Thoát (chủ biên)      | 116            |
| 22             | Kim sử         | Thoát Thoát (chủ biên)      | 135            |
| 23             | Nguyên sử      | Tống Liêm (chủ biên)        | 210            |
| 24             | Minh sử        | Trương Đình Ngọc (chủ biên) | 332            |
| -              | Tân Nguyên sử  | Kha Thiệu Mân (chủ biên)    | 257            |
| -              | Thanh sử cảo   | Triệu Nhĩ Tốn (chủ biên)    | 529            |

Liêu sử là một bộ sách lịch sử trong 24 bộ sách sử của Trung Quốc (Nhị thập tứ sử), tổng cộng có 116 quyển kể lại các sự kiện lịch sử từ khi ra đời đến khi diệt vong của nhà Liêu do Thoát Thoát đời nhà Nguyên làm tổng tài chủ trì việc biên soạn và thu thập sử liệu, đảm nhiệm việc biên soạn chung với ông là 4 người gồm Liêm Huệ Sơn Hải Nha, Vương Nghi, Từ Bính, Trần Dịch Tăng, ngoài ra Thoát Thoát còn tham khảo các sách sử khác như "Khiết Đan truyện" trong cuốn "Khiết Đan quốc chí" và "Tư trị thông giám", "Liêu sử" của Trần Đại Nhiệm, "Thực lục" của Gia Luật Nghiễm.
Việc biên soạn chỉ thực hiện trong khoảng thời gian ngắn ngủi 11 tháng từ tháng 4 năm 1343, đến tháng 3 năm 1344 thì hoàn thành. Theo học giả nghiên cứu về lịch sử là Triệu Dực thời Thanh trong cuốn "Nhị thập nhị sử trát ký" thì ông cho rằng do bộ Liêu sử chỉ được soạn trong duy nhất một năm vì vậy nó bị coi là có chất lượng soạn và độ tin cậy kém hơn so với các bộ sử chính thống khác, và chỉ mang tính chất tham khảo và hiểu biết cơ bản về lịch sử nhà Liêu.

## Nội dung

### Bản kỉ
- Bản kỷ 1 - Thái Tổ thượng
- Bản kỷ 2 - Thái tổ hạ
- Bản kỷ 3 - Thái Tông thượng
- Bản kỷ 4 - Thái Tông hạ
- Bản kỷ 5 - Thế Tông
- Bản kỷ 6 - Mục Tông thượng
- Bản kỷ 7 - Mục Tông hạ
- Bản kỷ 8 - Cảnh Tông thượng
- Bản kỷ 9 - Cảnh Tông hạ
- Bản kỷ 10 - Thánh Tông nhất
- Bản kỷ 11 - Thánh Tông nhị
- Bản kỷ 12 - Thánh Tông tam
- Bản kỷ 13 - Thánh Tông tứ
- Bản kỷ 14 - Thánh Tông ngũ
- Bản kỷ 15 - Thánh Tông lục
- Bản kỷ 16 - Thánh Tông thất
- Bản kỷ 17 - Thánh Tông bát
- Bản kỷ 18 - Hưng Tông nhất
- Bản kỷ 19 - Hưng Tông nhị
- Bản kỷ 20 - Hưng Tông tam
- Bản kỷ 21 - Đạo Tông nhất
- Bản kỷ 22 - Đạo Tông nhị
- Bản kỷ 23 - Đạo Tông tam
- Bản kỷ 24 - Đạo Tông tứ
- Bản kỷ 25 - Đạo Tông ngũ
- Bản kỷ 26 - Đạo Tông lục
- Bản kỷ 27 - Thiên Tộ Hoàng đế nhất
- Bản kỷ 28 - Thiên Tộ Hoàng đế nhị
- Bản kỷ 29 - Thiên Tộ Hoàng đế tam
- Bản kỷ 30 - Thiên Tộ Hoàng đế tứ

### Chí
- Chí 1 - Doanh vệ chí thượng
- Chí 2 - Doanh vệ chí trung
- Chí 3 - Doanh vệ chí hạ
- Chí 4 - Binh vệ chí thượng
- Chí 5 - Binh vệ chí trung
- Chí 6 - Binh vệ chí hạ
- Chí 7 - Địa lý chí nhất
- Chí 8 - Địa lý chí nhị
- Chí 9 - Địa lý chí tam
- Chí 10 - Địa lý chí tứ
- Chí 11 - Địa lý chí ngũ
- Chí 12 - Lịch tượng chí thượng
- Chí 13 - Lịch tượng chí trung
- Chí 14 - Lịch tượng chí hạ
- Chí 15 - Bá quan chí nhất
- Chí 16 - Bá quan chí nhị
- Chí 17 - Bá quan chí tam
- Chí 18 - Bá quan chí tứ
- Chí 19 - Lễ chí nhất
- Chí 20 - Lễ chí nhị
- Chí 21 - Lễ chí tam, Lễ chí tứ
- Chí 22 - Lễ chí ngũ
- Chí 23 - Lễ chí lục
- Chí 24 - Nhạc chí
- Chí 25 - Nghi vệ chí nhất
- Chí 26 - Nghi vệ chí nhị
- Chí 27 - Nghi vệ chí tam
- Chí 28 - Nghi vệ chí tứ
- Chí 29 - Thực hóa thượng
- Chí 30 - Thực hóa hạ
- Chí 31 - Hình pháp thượng
- Chí 32 - Hình pháp hạ

### Biểu
- Biểu 1 - Thế biểu
- Biểu 2 - Hoàng tử biểu
- Biểu 3 - Công chúa biểu
- Biểu 4 - Hoàng tộc biểu
- Biểu 5 - Ngoại thích biểu
- Biểu 6 - Du hạn biểu
- Biểu 7 - Bộ tộc biểu
- Biểu 8 - Thuộc quốc biểu

### Liệt truyện
- Liệt truyện 1 - Hậu phi - Túc Tổ Chiêu Liệt hoàng hậu Tiêu thị, Ý Tổ Trang Kính hoàng hậu Tiêu thị, Huyền Tổ Giản Hiến hoàng hậu Tiêu thị, Đức Tổ Tuyên Giản hoàng hậu Tiêu thị, Thái Tổ Thuần Khâm hoàng hậu Thuật Luật thị, Thái Tông Tĩnh An Hoàng hậu Tiêu thị, Thế Tông Hoài Tiết hoàng hậu Tiêu thị, Thế Tông phi Chân thị, Mục Tông hoàng hậu Tiêu thị, Cảnh Tông Duệ Trí hoàng hậu Tiêu thị, Thánh Tông Nhân Đức hoàng hậu Tiêu thị, Thánh Tông Khâm Ai hoàng hậu Tiêu thị, Hưng Tông Nhân Ý hoàng hậu Tiêu thị, Hưng Tông quý phi Tiêu thị, Đạo Tông Tuyên Ý hoàng hậu Tiêu thị, Đạo Tông Huệ phi Tiêu thị, Thiên Tộ hoàng hậu Tiêu thị, Thiên Tộ Đức phi Tiêu thị, Thiên Tộ Văn phi Tiêu thị, Thiên Tộ Nguyên phi Tiêu thị
- Liệt truyện 2 - Tông thất - Nghĩa Tông Bội, Chương Túc Hoàng đế Lý Hồ, Thuận Tông Tuấn, Tấn vương Ngao Lô Oát
- Liệt truyện 3 - Gia Luật Hạt Lỗ, Tiêu Địch Lỗ, Gia Luật Tà Niết Xích, Gia Luật Dục Ổn, Gia Luật Hải Lý
- Liệt truyện 4 - Gia Luật Địch Lạt, Tiêu Ngân Đốc, Khang Mặc Ký, Khang Diên Thọ, Hàn Diên Huy, Hàn Trí Cổ
- Liệt truyện 5 - Gia Luật Địch Liệt, Gia Luật Đạc Trăn, Vương Úc, Gia Luật Đồ Lỗ Quẫn
- Liệt truyện 6 - Gia Luật Giải Lý, Gia Luật Bạt Lý Đắc, Gia Luật Sóc Cổ, Gia Luật Lỗ Bất Cổ, Triệu Diên Thọ, Cao Mô Hàn, Tiệu Tư Ôn, Gia Luật Ẩu Lý Tư, Trương Lệ
- Liệt truyện 7 - Gia Luật Ốc Chất, Gia Luật Hống, Gia Luật An Đoàn, Gia Luật Oa, Gia Luật Đồi Dục, Gia Luật Thát Liệt
- Liệt truyện 8 - Gia Luật Di Lạp Cát, Tiêu Hải Ly, Tiêu Hộ Tư, Tiêu Tư Ôn, Tiêu Kế Tiên
- Liệt truyện 9- Thất Phưởng, Gia Luật Hiền Thích, Nữ Lý, Quách Tập, Gia Luật A Một Lý
- Liệt truyện 10- Trương Kiệm, Hình Bão Phác, Mã Đắc Thần, Tiêu Phác, Gia Luật Bát Ca
- Liệt truyện 11- Gia Luật Thất Lỗ, Vương Kế Trung, Tiêu Hiếu Trung, Trần Chiêu Cổn, Tiêu Hiệp Trác
- Liệt truyện 12- Gia Luật Long Vận, Gia Luật Bột Cổ Triết, Tiêu Dương A, Vũ Bạch, Tiêu Thường Ca, Gia Luật Hổ Cổ
- Liệt truyện 13- Da Luật Hưu Ca, Da Luật Tà Chẩn, Da Luật Hề Đê, Da Luật Học Cổ
- Liệt truyện 14- Gia Luật Sa, Gia Luật Mạt Chỉ, Tiêu Cán, Gia Luật Thiện Bổ, Gia Luật Hải Lý
- Liệt truyện 15- Tiêu Thát Lẫm, Tiêu Quan Âm Nô, Gia Luật Đề Tử, Gia Luật Hài Lý, Gia Luật Nô Qua, Tiêu Liễu, Cao Huân, Hề Hòa Sóc Nô, Tiêu Tháp Liệt Cát, Gia Luật Tát Hiệp
- Liệt truyện 16- Gia Luật Hiệp Trụ, Lưu Cảnh, Lưu Lục Phù, Gia Luật Niểu Lý, Ngưu Ôn Thư, Đỗ Phòng, Tiêu Hòa Thượng, Gia Luật Hợp Lý Chỉ, Gia Luật Pha Đích
- Liệt truyện 17- Tiêu Hiếu Mục, Tiêu Bồ Nô, Gia Luật Bồ Cổ, Hạ Hành Mỹ
- Liệt truyện 18- Tiêu Địch Liệt, Da Luật Bồn Nô, Tiêu Bài Áp, Gia Luật Tư Trung, Gia Luật Dao Chất, Gia Luật Hoằng Cổ, Cao Chính, Gia Luật Đích Lục, Đại Khang Nghệ
- Liệt truyện 19- Gia Luật Thứ Thành, Dương Triết, Gia Luật Hàn Lưu, Dương Cát, Gia Luật Hòa Thượng
- Liệt truyện 20- Tiêu A Lạt, Gia Luật Nghĩa Tiên, Tiêu Đào Ngôi, Tiêu Tháp Lạt Cát, Gia Luật Địch Lộc
- Liệt truyện 21- Gia Luật Hàn Bát, Gia Luật Đường Cổ, Tiêu Truật Triết, Da Luật Quyết, Gia Luật Bộc Lý Đốc
- Liệt truyện 22- Tiêu Đoạt Lại, Tiêu Phổ Đạt, Gia Luật Hầu Sẩn, Gia Luật Cổ Dục, GiaLuật Độc Điên, Tiêu Hàn Gia, Tiêu Ô Dã
- Liệt truyện 23- Tiêu Huệ, Tiêu Vu Lỗ, Tiêu Đồ Ngọc, Gia Luật Đạc Chẩn
- Liệt truyện 24- Gia Luật Hóa Ca, Gia Luật Oát Lạp, Gia Luật Tốc Tát, Tiêu A Lỗ Đái, Gia Luật Na Dã, Gia Luật Tào Lỗ Hà Cổ, Gia Luật Thế Lương
- Liệt truyện 25- Gia Luật Hoằng Cổ, Gia Luật Mã Lục, Tiêu Tích Liệt, Gia Luật Thích Lộc, Gia Luật Trần Gia Nô, Gia Luật Đặc Ma, Gia Luật Tiên Đồng, Tiêu Tố Táp, Gia Luật Đại Bi Nô
- Liệt truyện 26- Gia Luật Nhân Tiên, Gia Luật Lương, Tiêu Hàn Gia Nô, Tiêu Đức, Tiêu Duy Tín, Tiêu Nhạc Âm Nô, Gia Luật Địch Liệt, Diêu Cảnh Hành, Gia Luật A Tư
- Liệt truyện 27- Gia Luật Oát Đặc Lạt, Hài Lý, Đậu Cảnh Dung, Da Luật Dẫn Cát, Dương Tích, Triệu Huy, Vương Quan, Gia Luật Hỉ Tôn
- Liệt truyện 28- Tiêu Ngột Nạp, Gia Luật Nghiễm, Gia Luật Trọng Hi, Lưu Thân, Gia Luật Hồ Lã
- Liệt truyện 29- Tiêu Nham Thọ, Gia Luật Tát Lạt, Tiêu Tốc Tát, Gia Luật Thát Bất Dã, Tiêu Thát Bất Dã, Tiêu Hốt Cổ, Gia Luật Thạch Liễu
- Liệt truyện 30- Gia Luật Đường Cổ, Tiêu Đắc Lý Để, Tiêu Thù Oát, Gia Luật Chương Nô, Gia Luật Truật Giả
- Liệt truyện 31- Tiêu Đào Tô Oát, Gia Luật A Tức Bảo, Tiêu Ất Tiết, Tiêu Hồ Đốc
- Liệt truyện 32- Tiêu Phụng Tiên, Tiêu Tự Tiên, Lý Xử Ôn, Trương Lâm, Gia Luật Dư Đổ, Tiêu Cán
- Liệt truyện 33 - Văn học thượng - Tiêu Hàn Gia Nô, Lý Cán
- Liệt truyện 34 - Văn học hạ - Vương Đỉnh, Gia Luật Chiêu, Lưu Huy, Gia Luật Mạnh Giản, Gia Luật Cốc Dục
- Liệt truyện 35 - Năng lại -
- Liệt truyện 36 - Trác hành -
- Liệt truyện 37 - Liệt nữ -
- Liệt truyện 38 - Phương kỹ -
- Liệt truyện 39 - Linh quan, hoạn quan
- Liệt truyện 40 - Gian thần thượng - Gia Luật Ất Tân, Trương Hiếu Kiệt, Gia Luật Yên Ca, Tiêu Thập Tam
- Liệt truyện 41 - Gian thần hạ - Tiêu Dư Lý Dã, Gia Luật Hiệp Lỗ, Tiêu Đắc Lý Đặc, Tiêu Ngoa Đô Oát, Tiêu Đạt Lỗ Cổ, Gia Luật Tháp Bất Dã, Tiêu Đồ Cổ Từ
- Liệt truyện 42 - Nghịch thần thượng - Gia Luật Hạt Để, Gia Luật Sát Cát, Gia Luật Lâu Quốc, Gia Luật Trùng Nguyên, Gia Luật Hoạt Ca
- Liệt truyện 43 - Nghịch thần trung - Tiêu Hàn, Gia Luật Điệp Lạp, Gia Luật Lãng, Gia Luật Lưu Ca, Gia Luật Hải Tư, Gia Luật Địch Liệp, Tiêu Cách
- Liệt truyện 44 - Nghịch thần hạ - Tiêu Hồ Đổ, Tiêu Điệt Lý Đắc, Cổ Điệt, Gia Luật Tát Lạt Trúc, Hề Hồi Ly Bảo, Tiêu Đặc Liệt
- Liệt truyện 45 - Nhị quốc ngoại kỷ - Cao Ly, Tây Hạ

### Quốc ngữ giải

#### Đế kỉ
- Thái Tổ kỷ
- Thái Tông kỷ
- Thế Tổ, Mục Tông kỷ
- Cảnh Tông, Thánh Tông kỷ
- Hưng Tông kỷ
- Đạo Tông kỷ
- Thiên Tộ kỷ

#### Chí
- Lễ chí
- Bá quan chí
- Doanh vệ chí
- Địa lý chí
- Nghi vệ chí
- Binh vệ chí
- Thực hóa chí
- Hình pháp chí

#### Biểu
- Hoàng tử biểu
- Thế biểu
- Du hạnh biểu

#### Liệt truyện
- Chư công thần truyện